# نابليون دام
نابليون دام هو لاعب هوكي الجليد كندي، ولد في 6 ديسمبر 1913 في إدمونتون في كندا، وتوفي في 14 أبريل 2006.

## وصلات خارجية
- نابليون دام على موقع دوري الهوكي الوطني (الإنجليزية)
- نابليون دام على موقع EliteProspects.com (الإنجليزية)
- نابليون دام على موقع HockeyDB.com (الإنجليزية)
- نابليون دام على موقع Hockey-Reference.com (الإنجليزية)